# Reichstagswahl März 1933
- SPD: 120
- DStP: 5
- DBP: 2
- Z: 73
- BVP: 19
- DVP: 2
- CSVD: 4
- LB: 1
- KSWR: 52
- NSDAP: 288

Anmerkung: Bei der Wahl errang die KPD 81 Mandate, die jedoch noch vor der konstituierenden Sitzung am 21. März 1933 annulliert wurden und bei der tatsächlichen Sitzverteilung nicht zum Tragen kamen.
Die Reichstagswahl am 5. März 1933 war die (aufgrund der Verordnung des Reichspräsidenten zum Schutz von Volk und Staat vom 28. Februar 1933) unfreie Wahl zum achten Deutschen Reichstag in der Weimarer Republik. Sie wurde vom Reichspräsidenten Paul von Hindenburg angesetzt, um der Regierung Hitler eine parlamentarische Mehrheit zu ermöglichen. In der beginnenden Zeit des Nationalsozialismus wurden diktatorische Mittel angewandt. Im Wahlkampf verübten Mitglieder der NSDAP in sehr verstärktem Maße Übergriffe auf politische Gegner aus der KPD und SPD. Gegendemonstrationen wurden verboten, kommunistische und sozialdemokratische Zeitungen durften tagelang nicht erscheinen, zudem wurden Wahlplakate überklebt und praktisch jegliche politische Opposition zunehmend unterdrückt. Daneben setzte bereits die staatliche Verfolgung ein, und die Strukturen der KPD wurden praktisch zerschlagen. Bei der Wahl selbst konnte die NSDAP zwar stark zulegen, erhielt aber nicht die erhoffte absolute Mehrheit. Zusammen mit der Kampffront Schwarz-Weiß-Rot, einem von der DNVP dominierten Wahlbündnis, hatte die Regierung nach der Wahl eine parlamentarische Mehrheit und konnte darauf gestützt den Weg in die Diktatur ebnen. In Preußen war gleichzeitig Landtagswahl. Die Wahl war die letzte Reichs- und Landtagswahl, an der mehr als eine Partei teilnahm. Die folgende Wahl im November 1933 sah nur noch eine NSDAP-Einheitsliste in Verbindung mit einer Volksabstimmung über den Austritt aus dem Völkerbund vor.

## Wahlkampf

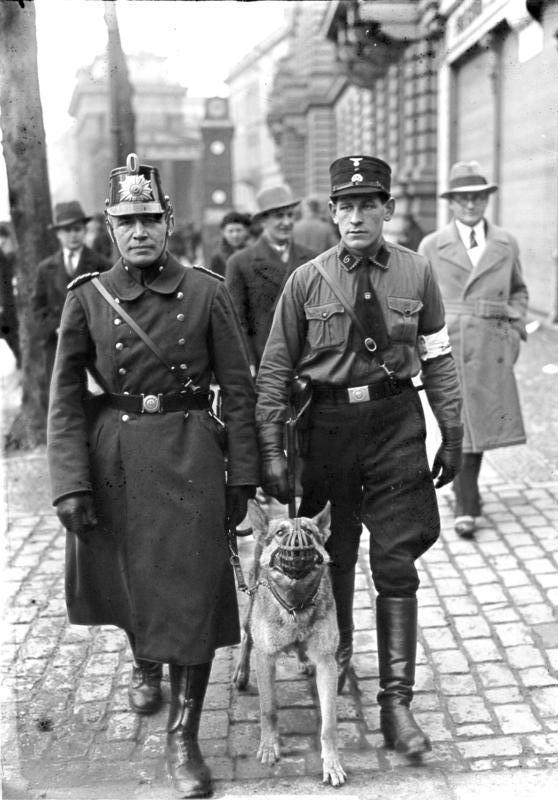
Streife von Polizei und SS-Mann als Hilfspolizist am Tag der Wahl

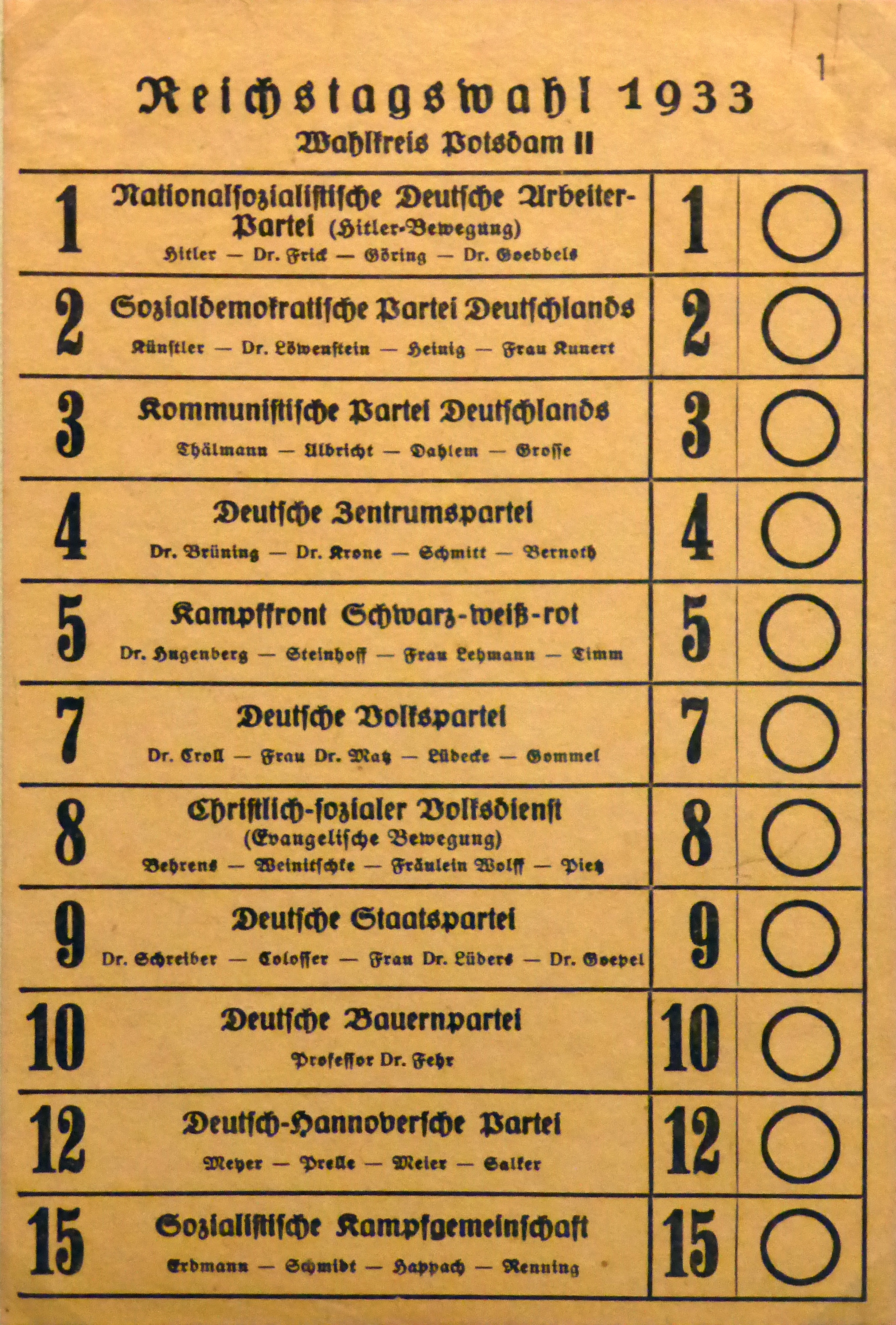
Stimmzettel zur Reichstagswahl im März 1933

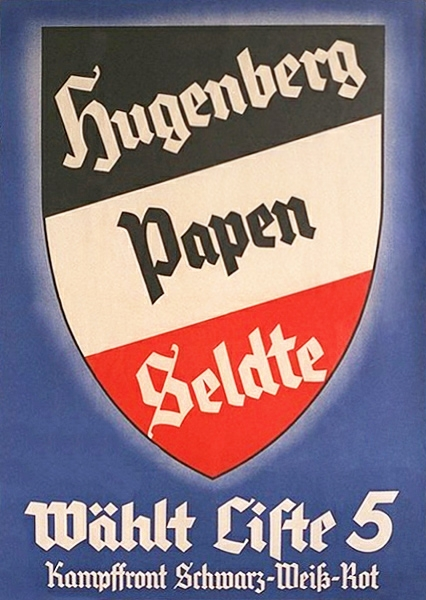
Wahlplakat der Kampffront Schwarz-weiß-rot (Alfred Hugenberg, Franz von Papen, Franz Seldte)

Die Wahl fand gut fünf Wochen nach der „Machtergreifung“ Adolf Hitlers, d. h. seiner Ernennung zum Reichskanzler am 30. Januar, statt und war aufgrund der Auflösung des Reichstags am 1. Februar notwendig geworden. Begründet wurde dies damit, dass es nicht gelungen war, eine Koalition aus NSDAP und Zentrumspartei zu bilden. Am Abend des 1. Februar hielt Hitler eine Rundfunkrede, in der er sich über „vierzehn Jahre Marxismus“ in Deutschland echauffierte.
Die Regierung erließ mithilfe des Notverordnungsrechts am 4. Februar die „Verordnung des Reichspräsidenten zum Schutze des Deutschen Volkes“. Damit konnten Versammlungen und Publikationen verboten werden.
Die Sozialdemokraten eröffneten am 7. Februar mit einer großen Versammlung in Berlin den Wahlkampf. Am selben Tag tagte das ZK der KPD wegen der bereits einsetzenden politischen Verfolgung schon unter konspirativen Bedingungen. Es versammelten sich in Berlin an diesem Tag etwa 200.000 Menschen im Lustgarten, um gegen die Einschränkungen der Bürgerrechte zu demonstrieren. In Preußen war schon am 20. Juli 1932 durch eine erste Notverordnung des Reichspräsidenten Paul von Hindenburg die geschäftsführende, aber nicht mehr durch eine parlamentarische Mehrheit gestützte Regierung Braun durch den Reichskanzler Franz von Papen als Reichskommissar ersetzt worden. Eine zweite Verordnung vom selben Tag übertrug dem Reichswehrminister die vollziehende Gewalt in Preußen und schränkte die Grundrechte ein. Der sogenannte Preußenschlag wurde später bezeichnenderweise auch als Staatsstreich in Preußen gewertet. Somit war bereits die Staatsgewalt im von der Preußenkoalition unter dem Sozialdemokraten Otto Braun geführten größten Land des Deutschen Reiches auf die Regierung Papen übergegangen. Alle zivilgesellschaftlichen wie auch staatlichen Möglichkeiten des Protests oder Widerstands waren bereits durch die Notverordnung für illegal erklärt worden. Die Folge des Putsches in Preußen war die Schwächung der föderalistischen Verfassung der Weimarer Republik. Dies erleichterte später Hitler den Machtgewinn und auch die Zentralisierung des Reiches. Das bedeutendste Ergebnis war jedoch zunächst die Ausschaltung des letzten möglichen Widerstandes des flächengrößten deutschen Teilstaates gegenüber Papens Politik der Errichtung eines „Neuen Staates“ unter Zurückdrängung der Weimarer Demokratie und Rückkehr zur Monarchie. Am 10. Februar eröffnete Adolf Hitler den Wahlkampf mit einer Rede im Berliner Sportpalast. Darin griff er die tragenden Parteien der Weimarer Republik scharf an. Er forderte die Wähler auf, ihm vier Jahre Zeit zu geben und dann über ihn zu richten. In pathetischer und geradezu religiöser Weise beschwor er die nationale Auferstehung.
Zur Wahl zugelassen wurden zwar auch alle anderen politischen Parteien, aber der Wahlkampf fand bereits unter den Vorzeichen der Diktatur statt. Die Anhänger der NSDAP verübten ungestraft zahlreiche Akte des politischen Terrors, die sich vor allem gegen Sozialdemokraten und Kommunisten richteten. Hermann Göring als kommissarischer preußischer Innenminister gab am 17. Februar die Order an die Polizei aus, ohne Rücksicht von der Schusswaffe Gebrauch zu machen. Einige Tage später wurden die Mitglieder von SA, SS und Stahlhelm zu Hilfspolizisten gemacht.
Die Kommunisten konnten am 23. Februar ihre letzte große Wahlkampfveranstaltung mit Wilhelm Pieck als Spitzenkandidat in Preußen abhalten. Aber Pieck konnte seine Rede nicht beenden, da die Veranstaltung polizeilich aufgelöst wurde. Am 27. Februar kam es zum Reichstagsbrand. Unabhängig davon, ob der Brand von einem Einzeltäter gelegt oder von den Nationalsozialisten selbst inszeniert wurde, nutzten diese den Vorgang politisch aus, indem sie die Kommunisten dafür verantwortlich machten. Bereits am Tag nach dem Brand wurden die kommunistische Presse und für zwei Wochen auch die Presse der SPD verboten. Die Büros der KPD wurden geschlossen und Abgeordnete und Funktionäre in „Schutzhaft“ genommen. Am selben Tag wurde die Reichstagsbrandverordnung erlassen. Damit wurde der bisherige Rechtsstaat beseitigt. Führende Personen von KPD und SPD wurden inhaftiert. So gelang es am 3. März durch Verrat, Ernst Thälmann zu finden. Auch regimekritische Intellektuelle wurden inhaftiert. Darunter waren etwa Carl von Ossietzky, Erich Mühsam, Ludwig Renn, Egon Erwin Kisch oder Max Hodann. Viele Inhaftierte wurden in den bereits ab Februar 1933 errichteten Konzentrationslagern interniert und körperlich misshandelt. Zu einer formellen Auflösung der KPD kam es trotz faktischer Zerschlagung ihrer Handlungsfähigkeit nicht, weil sich die Regierung davon keine praktischen Vorteile erhoffte.
Für ihren Wahlkampf erhielten die NSDAP und die Kampffront Schwarz-Weiß-Rot bei einem geheimen Treffen Hitlers mit Industriellen am 20. Februar 1933 Wahlkampfhilfen in Höhe von drei Millionen Reichsmark zugesagt.

## Ergebnisse
Die Wahlbeteiligung stieg auf 88,74 % an (+ 8,2 Prozentpunkte). Davon profitierten in erster Linie die Nationalsozialisten. Die NSDAP wurde im Vergleich zur Reichstagswahl von November 1932 mit einem Stimmengewinn von über fünf Millionen und einem deutlichen Vorsprung vor der SPD und der KPD stärkste Partei. Sie legte um 10,8 Prozentpunkte zu, verfehlte aber mit 43,9 % – für viele Beobachter überraschend – die absolute Mehrheit. Die DNVP, die nunmehr unter dem Namen Kampffront Schwarz-Weiß-Rot angetreten war, sicherte mit ihren 8 % der Regierung Hitler-Papen eine parlamentarische Mehrheit.
Größter Wahlverlierer war nach dem Terror der vergangenen Wochen die KPD mit einem Stimmenverlust von etwa einer Million. Dies entsprach einem Verlust von 4,2 Prozentpunkten. Die Verluste der SPD waren mit 2,1 Prozentpunkten relativ gering. Insbesondere in ihren Hochburgen wie in Berlin oder im Freistaat Sachsen blieben die beiden „marxistischen Parteien“ stabil. Wo die SPD dazugewinnen konnte, tat sie dies auf Kosten der KPD. Wahrscheinlich gab es eine direkte Wählerwanderung von der KPD zur NSDAP. Insbesondere in Ostpreußen, das mit 56 % nunmehr die höchsten Anteile für die NSDAP aufwies, gab es Bewegungen von SPD und KPD zur Hitlerpartei. Vor allem solche Wähler, die erst im Verlauf der Weltwirtschaftskrise zu den Linksparteien gestoßen waren, neigten dazu, zur NSDAP zu wechseln. Ein wesentliches Element für die Einbrüche der KPD waren der Terror und die Behinderungen durch die NSDAP. Das Zentrum und die BVP blieben weitgehend stabil. Sie hatten in Westdeutschland und im Süden weiterhin ihre Hochburgen. Die (Groß-)Wahlkreise Köln-Aachen und Koblenz-Trier waren die einzigen, in denen nicht die NSDAP, sondern das Zentrum die stärkste Partei war. Die beiden liberalen Parteien DVP und DStP waren bedeutungslos. Die größten Erfolge verzeichnete die NSDAP generell in Nord- und Ostdeutschland, insbesondere in den Wahlkreisen, die den preußischen Provinzen Ostpreußen und Pommern entsprachen, wo sie über 56 Prozent der Stimmen erhielt. Auffälligerweise gelangen der Partei auch im katholischen Bayern starke Stimmenzuwächse. Dies wurde verschiedentlich als Hinweis darauf gedeutet, dass die katholische Resistenz gegenüber dem Nationalsozialismus eingebrochen war. Das katholische Zentrum und die Sozialdemokraten konnten aber allgemein – trotz Unterdrückung – ihren Stimmenanteil halten.
| Partei                                                                | Stimmen (Veränderung) | Stimmen (Veränderung) | Stimmen (Veränderung) | Sitze im Reichstag (Veränderung) | Sitze im Reichstag (Veränderung) | Anteil an Sitzen |
| --------------------------------------------------------------------- | --------------------- | --------------------- | --------------------- | -------------------------------- | -------------------------------- | ---------------- |
| Nationalsozialistische Deutsche Arbeiterpartei (NSDAP)                | 17.277.180            | 43,9 %                | + 10,8                | 288                              | + 92                             | 44,5 %           |
| Sozialdemokratische Partei Deutschlands (SPD)                         | 7.181.629             | 18,3 %                | − 2,1                 | 120                              | − 1                              | 18,5 %           |
| Kommunistische Partei Deutschlands (KPD)                              | 4.848.058             | 12,3 %                | − 4,6                 | 81                               | − 19                             | 12,5 %           |
| Deutsche Zentrumspartei (Zentrum)                                     | 4.424.905             | 11,3 %                | − 0,6                 | 73                               | + 3                              | 11,3 %           |
| Kampffront Schwarz-Weiß-Rot (Wahlbündnis aus DNVP/Stahlhelm/Landbund) | 3.136.760             | 8,0 %                 | − 0,5                 | 52                               | + 1                              | 8,0 %            |
| Bayerische Volkspartei (BVP)                                          | 1.073.552             | 2,7 %                 | − 0,4                 | 19                               | − 1                              | 2,9 %            |
| Deutsche Volkspartei (DVP)                                            | 432.312               | 1,1 %                 | − 0,8                 | 2                                | − 9                              | 0,3 %            |
| Christlich-Sozialer Volksdienst (CSVD)                                | 383.999               | 1,0 %                 | − 0,1                 | 4                                | − 1                              | 0,6 %            |
| Deutsche Staatspartei (DStP)                                          | 334.242               | 0,9 %                 | − 0,1                 | 5                                | + 3                              | 0,8 %            |
| Deutsche Bauernpartei                                                 | 114.048               | 0,3 %                 | − 0,1                 | 2                                | − 1                              | 0,3 %            |
| Württembergischer Bauern- und Weingärtnerbund                         | 83.839                | 0,2 %                 | − 0,3                 | 1                                | − 2                              | 0,2 %            |
| Deutsch-Hannoversche Partei                                           | 47.743                | 0,1 %                 | − 0,1                 | 0                                | – 1                              | –                |
| Sozialistische Kampfgemeinschaft                                      | 3.954                 | 0,0 %                 | −                     | 0                                | 0                                | –                |
| Kampfgemeinschaft der Arbeiter und Bauern                             | 1.110                 | 0,0 %                 | −                     | 0                                | 0                                | –                |
| Andere                                                                | 0                     | 0,0 %                 | −1,1                  | 0                                | – 1                              | –                |
| Total                                                                 | 39.655.029            | 100,0 %               |                       | 647                              | + 63                             | 100,0 %          |

## Folgen
Noch vor der ersten (konstituierenden) Sitzung des neu gewählten Reichstags wurden die Mandate der KPD annulliert, sodass das Parlament 566 Abgeordnete umfasste. Dieser Schritt brachte der NSDAP zwar die absolute Mehrheit; um ihr nächstes Vorhaben – die Übertragung der gesetzgebenden Gewalt des Reichstags auf die Regierung mithilfe des sogenannten Ermächtigungsgesetzes – umsetzen zu können, benötigte sie allerdings eine Zwei-Drittel-Mehrheit. Es gelang den Nationalsozialisten, die Parteien der Mitte dazu zu bewegen, diesem Gesetz zuzustimmen. Am 23. März 1933 passierte das Ermächtigungsgesetz gegen die Stimmen der SPD den Reichstag, der von nun an bedeutungslos war. Der nächste Schritt, das Verbot aller Parteien außer der NSDAP, wurde im Juli 1933 mit dem Gesetz gegen die Neubildung von Parteien abgeschlossen. Zur folgenden Reichstagswahl im November 1933 gab es lediglich eine Liste der NSDAP, auf der einige als Gäste bezeichnete Parteilose kandidierten.

## Wahlkarten

Stimmstärkste Parteien
Zentrum
NSDAP